# Maximilian Mittendorfer
Maximilian Mittendorfer (* 3. September 1944 in St. Oswald bei Freistadt) ist ein österreichischer römisch-katholischer Priester. Von 2003 bis 2005 war er Generalvikar der Diözese Linz.

## Leben
Nach der Matura studierte Maximilian Mittendorfer Theologie in Linz und Rom. Er empfing 1975 die Priesterweihe. Nach seiner Kaplanszeit in Wels wurde er Spiritual am Bischöflichen Gymnasium Petrinum und von 1988 bis 1995 Pfarrer in Garsten. 1995 bis 2003 war er Regens am Linzer Priesterseminar. Sein Nachfolger wurde Andreas Pumberger.
Bischof Maximilian Aichern ernannte Mittendorfer am 1. September 2003 zum Generalvikar der Diözese Linz und damit zum Nachfolger von Josef Ahammer. 2005 wurde Severin Lederhilger sein Nachfolger als Generalvikar und Mittendorfer wurde wieder Regens am Linzer Priesterseminar bis 2009. Am 1. Oktober 2009 wurde Mittendorfer von Diözesanbischof Ludwig Schwarz zum Bischofsvikar für soziale Aufgaben ernannt. Seit 2005 ist er außerdem Geistlicher Assistent der katholischen Friedensbewegung „Pax Christi Österreich“.

## Auszeichnungen
- 2004: Päpstlicher Ehrenprälat
- 2007: Silbernes Ehrenzeichen des Landes Oberösterreich[1]